# Ernst Küppers
Ernst Küppers (n. 9 iulie 1904, Viersen, Regatul Prusiei, Imperiul German – d. 24 iulie 1976, Nordhorn, Republica Federală Germania, Germania) a fost un înotător german, medaliat olimpic. A participat la 3 ediții ale Jocurilor Olimpice (1928, 1932, 1964) în care a câștigat o medalie de argint.